# Fußball-Oberliga Niedersachsen
Die Oberliga Niedersachsen (bis zur Saison 2007/2008: Niedersachsenliga) ist eine der fünfthöchsten Männerfußball-Spielklassen im Ligasystem in Deutschland und die höchste Spielklasse im Männerbereich des Niedersächsischen Fußballverbandes (NFV).

## Geschichte
Die höchste Klasse im niedersächsischen Fußball hat seit der Gründung des NFV im Jahr 1947 eine wechselvolle Geschichte mit zahlreichen Umstrukturierungen erlebt. Besonderes Kennzeichen ist dabei, dass der Wettbewerb einen häufigen Wechsel zwischen dem Spielbetrieb in einer und zwei Staffeln erlebte.

### Oberligen (1946 bis 1947)
Im Frühjahr 1946 bildeten zehn Vereine aus dem Großraum Hannover/Braunschweig/Göttingen die Oberliga Niedersachsen-Süd und spielten eine einfache Punkterunde. In den übrigen Landesteilen wurde keine vergleichbare Liga gebildet. In der Saison 1946/47 wurde neben der Oberliga Niedersachsen-Süd zusätzlich die Oberliga Niedersachsen-Nord eingerichtet, die auch das Land Bremen abdeckte. Die beiden Oberligen stellten zur Saison 1947/48 je drei Gründungsmitglieder der neuen Oberliga Nord und wurden durch die Landesliga abgelöst.

### Landesliga (1947 bis 1949)
In den Spielzeiten 1947/48 und 1948/49 bildete die Landesliga, die in fünf Staffeln (Braunschweig, Hildesheim, Hannover, Weser-Ems und Bremen) gegliedert war, die höchste Amateurklasse unterhalb der Oberliga Nord.
Im Jahre 1949 entstand für die Bremer Vereine mit dem Bremer Fußball-Verband ein separater Landesverband, der seitdem einen eigenständigen Spielbetrieb ausrichtet.

### Amateuroberliga (1949 bis 1964)
Die füngleisige Landesliga wurde 1949 in Niedersachsen von der zweigleisigen Amateuroberliga abgelöst, die in den Staffeln West und Ost spielte. 1963 wurde diese Klasse durch die Einführung der Bundesliga drittklassig. Die beiden Staffelsieger sowie ab 1953 eine dritte Mannschaft qualifizierten sich für die Aufstiegsrunde zur Oberliga Nord. In der Regel wurde der dritte Teilnehmer durch ein Entscheidungsspiel zwischen den beiden Vizemeistern ermittelt. Amateurmannschaften von Vereinen, deren erste Mannschaft bereits in der Oberliga Nord spielte, durften nicht an der Aufstiegsrunde teilnehmen.

### Landesliga (1964 bis 1979)
Im Jahre 1964 löste die eingleisige Landesliga die Amateuroberliga ab. Nachdem mehrere Versuche, eine eingleisige höchste Spielklasse in Niedersachsen einzuführen, gescheitert waren, kam nach der Einführung der Bundesliga im Jahre 1963 der Durchbruch. Die ersten drei Mannschaften nahmen bis 1973 an der Aufstiegsrunde zur Regionalliga teil. Amateurmannschaften waren weiterhin nicht zugelassen. Es rückten die nächstbestplatzierten Mannschaften nach.
Zunächst spielte die Landesliga mit 18 Mannschaften, aus der in den ersten beiden Jahren vier Mannschaften abstiegen. 1966 wurde die Landesliga auf 16 Mannschaften verkleinert und die Zahl der Regelabsteiger auf zwei reduziert. Zur Einführung der 2. Bundesliga im Jahre 1974 durften der Meister und der Vizemeister der Landesliga automatisch in die neu geschaffene Oberliga Nord aufsteigen, während der Dritte eine Relegationsrunde spielen musste. Ab 1975 qualifizierten sich die drei Ersten der Landesliga für die Aufstiegsrunde zur Oberliga Nord. Amateurmannschaften durften von nun an auch an der Aufstiegsrunde teilnehmen.

### Verbandsliga (1979 bis 1994)
Die Kommunalreform in Niedersachsen in den 1970er Jahren wirkte sich auch auf den Fußballverband aus. Im Jahre 1979 wurde die Landesliga in Verbandsliga umbenannt. Die viergleisige Verbandsliga, die bis dahin den Unterbau für die Landesliga bildete, wurde durch eine zweigleisige Landesliga abgelöst. Diese Struktur wurde bis 1994 beibehalten. Die Qualifikation zur Aufstiegsrunde blieb unverändert. Die beiden letztplatzierten Mannschaften stiegen in die Landesliga ab.

### Niedersachsenliga (1994 bis 2008)
Im Jahre 1994 wurde die Regionalliga auf dritter Ebene wieder eingeführt. Als Unterbau dienten die Oberligen Schleswig-Holstein/Hamburg und Niedersachsen/Bremen. Die Niedersachsenliga wurde in zwei Staffeln weitergeführt, deren Meister in die Oberliga Niedersachsen/Bremen aufstiegen. Dabei wurden der Staffel West fest die Mannschaften aus den Bezirken Hannover und Weser-Ems und der Staffel Ost diejenigen aus den Bezirken Braunschweig und Lüneburg zugeordnet. Die Anzahl der Absteiger in die nunmehr viergleisige Landesliga variierte von Jahr zu Jahr.
Die Reduzierung der Regionalligen auf zwei Staffeln 2000 hatte nur indirekt Auswirkungen auf die Niedersachsenliga, indem es zu einem verstärkten Abstieg von sechs Mannschaften aus der Oberliga kam. 2004 wurde dann die Oberliga Nord in einer Staffel fortgeführt, was zu einem verstärkten Abstieg von acht Mannschaften in die Niedersachsenligen führte.

### Oberliga (seit 2008)
Als im Jahre 2008 die 3. Liga eingeführt wurde, wurde aus der zweigleisigen Regionalliga (vormals dritthöchste Ligaebene) nun eine dreigleisige Liga auf der vierthöchsten Ebene. Im Bereich des Norddeutschen Fußballverbandes wurde zu diesem Zeitpunkt die Oberliga Nord abgeschafft. Die damaligen Staffelersten der Niedersachsenliga (VfL Oldenburg und MTV Gifhorn) nahmen zudem an einer Relegationsrunde teil, bei der ein Platz in der neuen Regionalliga ausgespielt wurde, hatten jedoch keinen Erfolg.
Damit blieb die höchste niedersächsische Klasse fünftklassig, führte nun aber den Namen Oberliga Niedersachsen. Auch unter diesem Namen blieb es bis zum Jahr 2010 bei zwei Staffeln. Am Ende der Saison 2008/09 fand eine Relegation zwischen dem Meister der Ost- und dem Meister der Weststaffel statt. Der Sieger Goslarer SC 08 stieg in die Regionalliga auf. Die Absteiger wurden in die zuständige Bezirksoberliga eingeteilt.
Zur Saison 2010/11 wurden die beiden Staffeln dann zu einer 20 Mannschaften zählenden eingleisigen Oberliga zusammengefasst. In der darauffolgenden Saison 2011/12 wurde die Teilnehmerzahl auf 18 Vereine reduziert, ab der Saison 2012/13 spielen schließlich nur noch 16 Vereine in der Oberliga Niedersachsen.
Seitdem die Oberliga eingleisig geführt wird, steigt der Meister direkt in die Regionalliga Nord auf. Der Vizemeister spielte nach 2013 zusammen mit den Meistern der Oberligen Hamburg, Schleswig-Holstein und Bremen in einer Aufstiegsrunde um zwei weitere Plätze in der Regionalliga. Vier Mannschaften steigen am Saisonende aus der Oberliga ab.
Die Saison 2019/20 wurde wegen der COVID-19-Pandemie abgebrochen und nach dem letzten Stand gewertet. Es fand kein Abstieg statt, so dass die Liga mit vier Aufsteigern nunmehr 20 Vereine umfasste und 2020/21 in zwei regionalen Zehnergruppen spielte.

## Auf-/Abstieg
Regelmäßig steigt der Meister der Oberliga in die Regionalliga Nord auf. Über eine Aufstiegsrunde kann auch der Vizemeister aufsteigen. Durch die Neustrukturierung der Regionalligen zur Saison 2012/13 stiegen seinerzeit die ersten fünf Mannschaften auf. 2020 fielen die Aufstiegsspiele aus, und Niedersachsen brachte zwei Vereine direkt in die Regionalliga.
Regelmäßig steigen die letzten vier Mannschaften in die jeweiligen Landesligen ab. In der Saison 2011/12 stieg nur die Mannschaft auf Platz 18 ab.

## Bisherige Meister

### Eingleisige Landesliga Niedersachsen (1964–1979)
Fett geschriebene Vereinsnamen kennzeichnen Mannschaften, die in die Regionalliga (bis 1974) bzw. Oberliga Nord (seit 1974) aufgestiegen sind.
| Jahr | Meister                      | Zweiter             | Dritter                      |
| --- | ---------------------------- | ------------------- | ---------------------------- |
| 1965 | Hannover 96 Am. 1            | TuS Celle           | Eintracht Braunschweig Am. 1 |
| 1966 | Hannover 96 Am. 2            | 1. FC Wolfsburg     | Eintracht Braunschweig Am. 2 |
| 1967 | Hannover 96 Am. 3            | Leu Braunschweig    | TuS Haste 01                 |
| 1968 | SV Meppen                    | VfV Hildesheim      | Arminia Hannover Am. 4       |
| 1969 | Leu Braunschweig             | Hannover 96 Am. 5   | Eintracht Braunschweig Am. 5 |
| 1970 | Eintracht Braunschweig Am. 6 | SV Union Salzgitter | OSV Hannover                 |
| 1971 | OSV Hannover                 | SV Union Salzgitter | Eintracht Braunschweig Am. 7 |
| 1972 | VfB Oldenburg                | SV Meppen           | SpVgg Preußen Hameln         |
| 1973 | SV Union Salzgitter          | Preußen Hameln      | VfB Peine                    |
| 1974 | Preußen Hameln               | SpVgg Bad Pyrmont   | SV Union Salzgitter          |
| 1975 | VfB Peine                    | Eintracht Nordhorn  | Eintracht Braunschweig Am.   |
| 1976 | SV Atlas Delmenhorst 8       | Hannover 96 Am.     | TuS Lingen                   |
| 1977 | VfB Peine 9                  | TSV Helmstedt       | Hannover 96 Am. 10           |
| 1978 | VfB Peine 11                 | VfL Germania Leer   | SV/MTV Winsen/Luhe 12        |
| 1979 | SV Meppen                    | Lüneburger SK       | MTV Gifhorn                  |
| 1 An der Aufstiegsrunde zur Regionalliga nahmen Union Salzgitter (4.) und Olympia Wilhelmshaven (5.) teil. 2 An der Aufstiegsrunde zur Regionalliga nahmen Leu Braunschweig (4.) und Olympia Wilhelmshaven (5.) teil. 3 An der Aufstiegsrunde zur Regionalliga nahm der 1. FC Wolfsburg (5.) teil. 4 An der Aufstiegsrunde zur Regionalliga nahm der TuS Celle (4.) teil, dem der Aufstieg gelang. 5 An der Aufstiegsrunde zur Regionalliga nahm Olympia Wilhelmshaven (4.) und Teutonia Uelzen (5.) teil. Uelzen gewann das Entscheidungsspiel um die Teilnahme an der Aufstiegsrunde gegen Niedersachsen Döhren mit 1:0. Wilhelmshaven gelang der Aufstieg. 6 An der Aufstiegsrunde zur Regionalliga nahm der SV Meppen (5.) teil, der den Aufstieg schaffte. 7 An der Aufstiegsrunde zur Regionalliga nahm Eintracht Nordhorn (6.) teil. Nordhorn setzte sich in Entscheidungsspielen gegen Kickers Emden (3:2 n. V.) und dem TuS Haste 01 (1:1 n. V., 5:4 i. E.) durch. 8 Delmenhorst gewann das Entscheidungsspiel um die Meisterschaft mit 4:2. 9 Peine gewann das Entscheidungsspiel um die Meisterschaft mit 5:1. 10 An der Aufstiegsrunde zur Regionalliga nahm der TuS Lingen (4.) teil. 11 Peine gewann das Entscheidungsspiel um die Meisterschaft mit 1:0. 12 Winsen gewann das Entscheidungsspiel um die Teilnahme an der Aufstiegsrunde gegen den 1. FC Wunstorf mit 1:0 n. V. |                              |                     |                              |

### Eingleisige Verbandsliga Niedersachsen (1979–1994)
Fett geschriebene Vereinsnamen kennzeichnen Mannschaften, die in die Oberliga Nord aufgestiegen sind.
| Jahr | Meister                | Zweiter                    | Dritter                    |
| --- | ---------------------- | -------------------------- | -------------------------- |
| 1980 | Lüneburger SK          | TuS Lingen                 | TuS Celle                  |
| 1981 | TuS Celle              | Wolfenbütteler SV          | TSV Havelse                |
| 1982 | TuS Hessisch Oldendorf | Olympia Wilhelmshaven      | Hannover 96 Am.            |
| 1983 | Blau-Weiß Lohne        | Wolfenbütteler SV          | Eintracht Braunschweig Am. |
| 1984 | SV Atlas Delmenhorst   | Eintracht Nordhorn         | Wolfenbütteler SV          |
| 1985 | VfL Herzlake           | Eintracht Braunschweig Am. | Wolfenbütteler SV          |
| 1986 | SV Atlas Delmenhorst   | SVG Göttingen 07           | VfR Osterode 08            |
| 1987 | VfL Herzlake           | ASC Nienburg               | VfR Osterode 08            |
| 1988 | VfL Herzlake           | Blau-Weiß Lohne            | TuS Hessisch Oldendorf     |
| 1989 | Kickers Emden          | VfR Osterode 08            | TuS Esens                  |
| 1990 | TuS Celle              | VfR Osterode 08            | Eintracht Nordhorn         |
| 1991 | Kickers Emden          | TuS Lingen                 | Blau-Weiß Lohne            |
| 1992 | TuS Lingen             | SV Atlas Delmenhorst       | Lüneburger SK              |
| 1993 | BV Cloppenburg         | SpVgg Preußen Hameln       | SV Wilhelmshaven           |
| 1994 | SV Wilhelmshaven 1     | SV Atlas Delmenhorst 2     | Lüneburger SK 1            |
| 1 Wilhelmshaven und Lüneburg stiegen in die neu geschaffene Regionalliga Nord auf. 2 Delmenhorst stieg in die neu geschaffene Oberliga Niedersachsen Bremen auf. |                        |                            |                            |

### Zweigleisige Verbandsliga Niedersachsen (1994–1996)
Die Meister stiegen direkt in die Oberliga Niedersachsen/Bremen auf.
| Jahr                                                                     | West                 | Ost                   |
| ------------------------------------------------------------------------ | -------------------- | --------------------- |
| 1995                                                                     | Eintracht Nordhorn   | SV Südharz Walkenried |
| 1996                                                                     | SV Concordia Ihrhove | Wolfenbütteler SV 1   |
| 1 Über eine Aufstiegsrunde stieg auch der Vizemeister SSV Vorsfelde auf. |                      |                       |

### Zweigleisige Niedersachsenliga (1996–2008)
Die Meister stiegen direkt in die Oberliga Niedersachsen/Bremen auf.
| Jahr | West                      | Ost                       |
| --- | ------------------------- | ------------------------- |
| 1997 | FC Schüttorf 09           | SVG Einbeck 1             |
| 1998 | Blau-Weiß Lohne           | MTV Gifhorn               |
| 1999 | FC Schüttorf 09           | VfL Wolfsburg Am.         |
| 2000 | Hannover 96 Am. 2         | Eintracht Braunschweig II |
| 2001 | SC Langenhagen            | SVG Einbeck               |
| 2002 | VfV Hildesheim            | Eintracht Braunschweig II |
| 2003 | Hannover 96 Am.           | SSV Vorsfelde             |
| 2004 | VfL Osnabrück Am.         | TSV Neuenkirchen          |
| 2005 | VfL Osnabrück II          | Eintracht Braunschweig II |
| 2006 | SV Ramlingen-Ehlershausen | VSK Osterholz-Scharmbeck  |
| 2007 | VfB Oldenburg             | TuS Heeslingen            |
| 2008 | VfL Oldenburg             | MTV Gifhorn               |
| 1 Über eine Aufstiegsrunde stieg auch der Vizemeister Rotenburger SV auf. 2 Da acht Mannschaften aus der Regionalliga Nord abstiegen mussten die beiden Niedersachsenligameister ein Entscheidungsspiel bestreiten, welches Hannover gewann. |                           |                           |

### Zweigleisige Oberliga (2008–2010)
Fett geschriebene Vereinsnamen kennzeichnen eine Mannschaft, die in die Regionalliga Nord aufgestiegen ist.
| Jahr | West          | Ost                       |
| ---- | ------------- | ------------------------- |
| 2009 | VfB Oldenburg | Goslarer SC 08            |
| 2010 | TSV Havelse   | Eintracht Braunschweig II |

### Eingleisige Oberliga (ab 2010)
| Jahr | Meister                   | Vizemeister                       | Dritter                           | Vierter                           |
| --- | ------------------------- | --------------------------------- | --------------------------------- | --------------------------------- |
| 2011 | SV Meppen                 | BV Cloppenburg                    | VfL Osnabrück II                  | Kickers Emden                     |
| 2012 | Goslarer SC 08            | BV Cloppenburg                    | VfB Oldenburg 1                   | BSV Rehden 1                      |
| 2013 | Eintracht Braunschweig II | Lupo Martini Wolfsburg            | Lüneburger SK Hansa               | TuS Heeslingen 2                  |
| 2014 | Lüneburger SK Hansa       | FT Braunschweig                   | Lupo Martini Wolfsburg            | VfL Osnabrück II                  |
| 2015 | SV Drochtersen/Assel      | VfV 06 Hildesheim                 | SSV Jeddeloh                      | 1. FC Germania Egestorf/Langreder |
| 2016 | Lupo Martini Wolfsburg    | 1. FC Germania Egestorf/Langreder | SSV Jeddeloh                      | Eintracht Northeim                |
| 2017 | SSV Jeddeloh              | Eintracht Northeim                | SC Spelle-Venhaus                 | VfL Osnabrück II 3                |
| 2018 | Lupo Martini Wolfsburg    | VfL Oldenburg                     | SC Spelle-Venhaus                 | 1. FC Wunstorf                    |
| 2019 | Hannoverscher SC          | Eintracht Northeim                | SC Spelle-Venhaus                 | Eintracht Braunschweig II 4       |
| 2020 | VfV Hildesheim            | SV Atlas Delmenhorst              | VfL Oldenburg                     | 1. FC Germania Egestorf/Langreder |
| 2022 | Blau-Weiß Lohne           | Kickers Emden                     | SC Spelle-Venhaus                 | 1. FC Germania Egestorf/Langreder |
| 2023 | SC Spelle-Venhaus         | Lupo Martini Wolfsburg            | 1. FC Germania Egestorf/Langreder | TuS Bersenbrück                   |
| 2024 | Kickers Emden             | TuS Bersenbrück                   | SV Atlas Delmenhorst              | Lupo Martini Wolfsburg            |
| 1 Der VfB Oldenburg (3.) und der BSV Rehden (4.) stiegen ebenfalls direkt auf. 2 Der TuS Heeslingen erhielt keine Lizenz für die folgende Oberliga-Saison und musste daher zwangsabsteigen. 3 Der VfL Osnabrück zog zum Saisonende 2017 seine zweite Mannschaft vom Spielbetrieb zurück. 3 Eintracht Braunschweig zog zum Saisonende 2019 seine zweite Mannschaft vom Spielbetrieb zurück. |                           |                                   |                                   |                                   |